# 陶福履
陶福履（1853年—1911年），原名福祝，字华峰、綏之、稚箕，江西新建人。清末翰林，學者。

## 生平
光緒十八年（1892年）進士出身，同年五月，改翰林院庶吉士；光緒二十四年四月，散館，著以部属用，改戶部主事，又改湖南知縣，歷知慈利、沅江、益陽縣。

## 著作
著有《遠堂文集》、《稚箕遠堂詩錄》、《豫章叢書》等。